# Brigade de nuit
Brigade de nuit (Night Heat) est une série télévisée policière canadienne en 96 épisodes de 48 minutes créée par Sonny Grosso et Larry Jacobson et diffusée du 31 janvier 1986 au 5 janvier 1989 sur le réseau CTV et aux États-Unis sur le réseau CBS entre 1987 et 1993.
Elle a été diffusée au Luxembourg sur RTL Télévision puis en Belgique sur RTL-TVI de avril 1985 à avril 1989. En France, elle a été diffusée à partir du 3 mars 1987 jusqu'en mars 1994 sur M6 et rediffusée sur RTL TV puis RTL9 au milieu des années 1990  puis la série est de retour sur M6 en l'an 2000 ; et au Québec à partir d'octobre 2004 sur Mystère.

## Synopsis
La nuit, les rues des grandes villes canadiennes grouillent de petites frappes, criminels et dealers. Les inspecteurs Kevin O’Brien et Frank Giambone appartiennent à la brigade de nuit de l’une d’entre elles. Le premier, divorcé, est un vétéran de la « criminelle » qui a installé son quartier général au Nicol’s, le bar tenu par son amie Nickie. Le second, son adjoint, est une jeune recrue qui n’hésite pas à prendre des risques. Autour d’eux, et leurs coéquipiers, le journaliste Tom Kirkwood chronique les faits divers pour sa rubrique « Night heat », dans le journal The Eagle. Chaque épisode lui permet d’écrire un papier au plus près de l’action.

## Distribution
- Scott Hylands (VF : François Leccia ; VQ : Hubert Gagnon) : Dét. Kevin O'Brien
- Jeff Wincott (en) (VF : Edgar Givry ; VQ : Jean-Luc Montminy) : Dét. Frank Giambone
- Allan Royal (en) : Tom Kirkwood
- Sean McCann : Lieutenant James Hogan
- Eugene Clark (en) : Dét. Colby Burns
- Stephen Mendel (nl) : Dét. Freddie Carson
- Susan Hogan : Nichole Rimbaud
- Deborah Grover : Procureur Elaine Jeffers
- Tony Rosato : Arthur « Whitey » Morelli (informateur de rue)
- Louise Vallance : Dét. Stephanie « Stevie » Brody (1985-1986)

 Source et légende : version québécoise (VQ) sur Doublage.qc.ca

## Épisodes

### Première saison (1986)
1. Crossfire
2. Necessary Force
3. Deadline
4. The Stranger
5. Obie's Law
6. The Witness
7. Deadlock
8. Ancient Madness
9. Velvet
10. The Fifth Man
11. Jane the Ripper
12. Dead to Rights
13. The Quest
14. Power Play
15. The Game
16. Mother's Day
17. Poison
18. Snow White
19. Secrets
20. Songbird
21. The Source
22. Innocents
23. Fire and Ice
24. Brotherhood

### Deuxième saison (1986-1987)
1. The Hero
2. Dead Ringer
3. Neighbors
4. Pay Day
5. The Legendary Eddie Shore
6. The Passenger
7. Moonlight
8. The Fighter
9. Showdown
10. Friends
11. Wages of Sin
12. The Hit
13. Trapped
14. Children of the Night
15. Pride and Prejudice
16. Another Country
17. Every Picture Tells a Story
18. Fighting Back
19. Bad Timing
20. The Movement
21. Body Conscious
22. The Switch
23. Masquerade
24. The Beaumont Line

### Troisième saison (1987-1988)
1. Love You to Death
2. Vantage Point
3. Play the Game
4. Punk
5. Beauty Is as Beauty Does
6. You're on the Air
7. And Baby Makes Grief
8. All the King's Horses
9. Grace
10. The Kid
11. Flashback
12. Tell Me a Story
13. Comeback
14. The Pimp
15. Limo
16. Mean Business
17. Tonight's News
18. Simon Says
19. The Victim
20. The Cost of Doing Business
21. These Happy Golden Years
22. The Wiseguy
23. Freedom Dead
24. Vengeance

### Quatrième saison (1988-1989)
1. Silk
2. Chinatown
3. Ain't No Cure for Love
4. Woof
5. Whitey's Run
6. Blowing Bubbles
7. None Shall Sleep
8. Forgive Me Father
9. Better Part of Valor
10. The Privilege of Freedom
11. Set for Life
12. Bogota Blues
13. Bless Me Father
14. The Mercenary
15. False Witness
16. Archie's Riff
17. Goodbodies
18. Ice
19. Jumper
20. The Professional
21. The Wrong Woman
22. No Regrets
23. Elaine
24. Blues in a Bottle

## Commentaires
Il s'agit d'une coproduction américano-canadienne. À ce titre, elle a été programmée sur l’antenne de CBS, au sein de son CBS Late Night. Dans le projet initial, la chaîne américaine avait envisagé filmer de véritables officiers de New York en action.